# NGC 7589
NGC 7589 је спирална галаксија у сазвежђу Рибе која се налази на NGC листи објеката дубоког неба.
Деклинација објекта је + 0° 15' 42" а ректасцензија 23h 18m 15,6s. Привидна величина (магнитуда) објекта NGC 7589 износи 14,4 а фотографска магнитуда 15,3. NGC 7589 је још познат и под ознакама MCG 0-59-19, CGCG 380-24, NPM1G -00.0622, PGC 70995.